# 쥬레곤
쥬레곤은 포켓몬스터에 나오는 가공의 몬스터로 1세대(관동지방) 포켓몬이다.

### 해설
새하얀 털로 온몸이 뒤덮여 있기 때문에 눈 속에서는 천적에게 발견되지 않는다. 얼음이 떠 있는 차가운 바다를 매우 좋아해서 추우면 추울수록 힘이 넘친다. 몸이 유선형이라서 헤엄을 잘 치며, 낮에는 얕은 바다에서 자고 있다.

## 쥬쥬
쥬쥬는 포켓몬스터에 나오는 가공의 몬스터로 1세대(관동지방) 포켓몬이다.

### 해설
빙산에 사는 포켓몬. 차가운 바다를 매우 좋아한다.머리에 돌출된 부분으로 얼음을 깨고 바다를 헤엄친다. 하늘색의 털로 뒤덮인 피부는 두꺼워 영하 40도 에서도 활동할 수 있다. 낮에는 얕은 바다에서 자고 있을 때가 많다.

## 애니메이션에서
- 포켓몬스터W 제 10화에서 고우가 몬스터볼로 잡았다.
- 포켓몬스터W 제 14화에선 탕구리의 뼈다귀를 찾으러 호수 속으로 들어갔다.

## 같이 보기
- 포켓몬스터
- 포켓몬